# Liste der Goethe-Institute

Logo

Diese Liste der Goethe-Institute gibt einen geographischen Überblick über alle 158 Standorte in 98 Ländern (Stand: Mai 2022). Die Liste ist nach Kontinenten und Ländern geordnet, innerhalb eines Landes erfolgt die Auflistung alphabetisch.

## Goethe-Institute und Goethe-Zentren
Im Gegensatz zu den Goethe-Instituten sind die Goethe-Zentren im Ausland keine deutschen Institutionen. Sie sind Kooperationspartner des Goethe-Instituts und „ausländisch-deutsche Kulturgesellschaften“ des jeweiligen Landes.

### Goethe-Institute in Deutschland

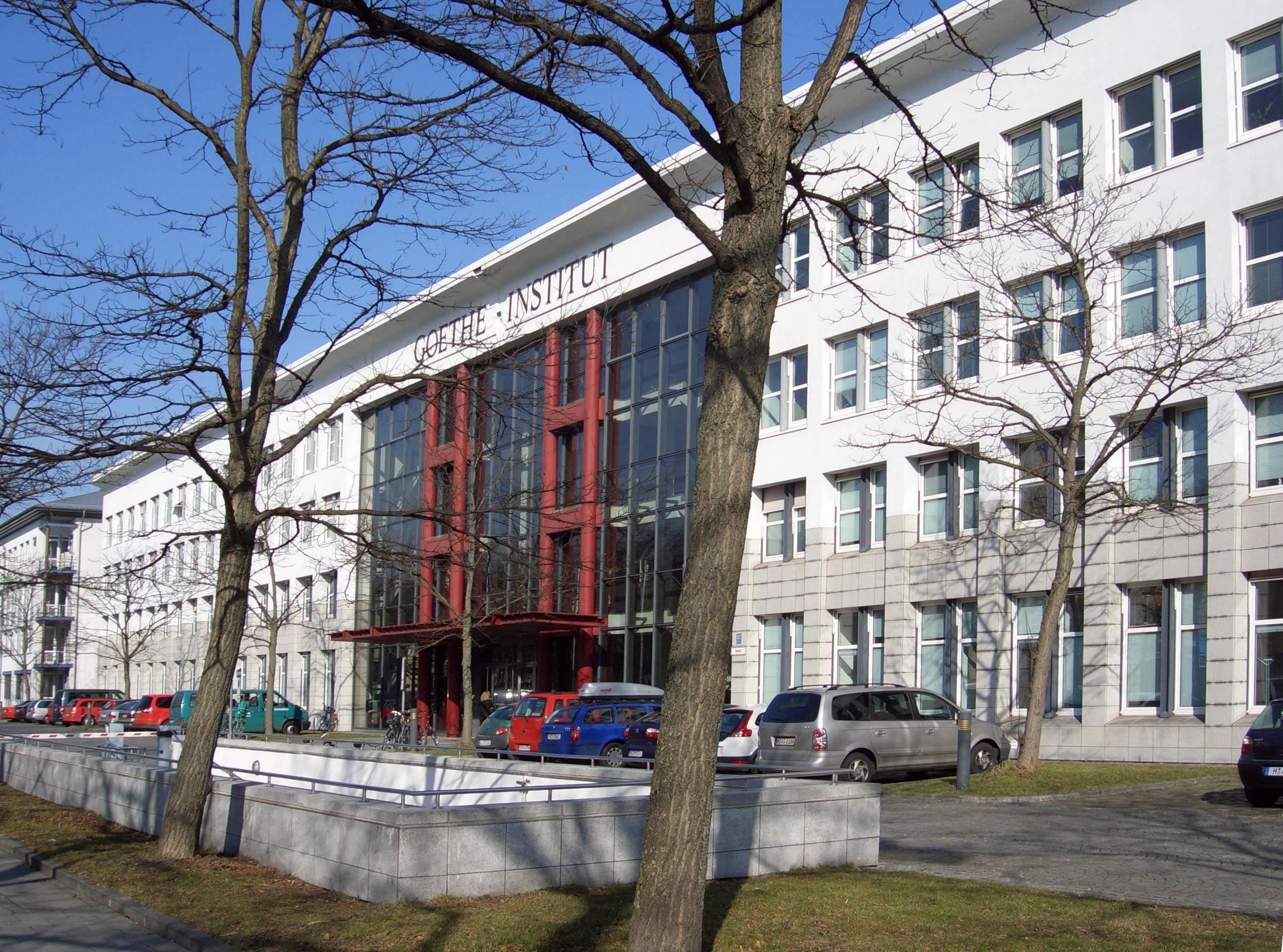
Ehemalige Zentrale in der Dachauer Straße, München

- Deutschland:
  - Berlin[3]
  - Berlin (Hauptstadtbüro)[4]
  - Bonn[5]
  - Bremen[6]
  - Dresden[7]
  - Düsseldorf[8]
  - Frankfurt am Main[9]
  - Freiburg im Breisgau[10]
  - Göttingen[11]
  - Hamburg[12]
  - Heidelberg[13]
  - Mannheim[14]
  - München[15]
  - München (Sitz der Zentrale)[16]
  - Schwäbisch Hall[17]

### Goethe-Institute und Goethe-Zentren im Ausland

#### Afrika
- Ägypten:

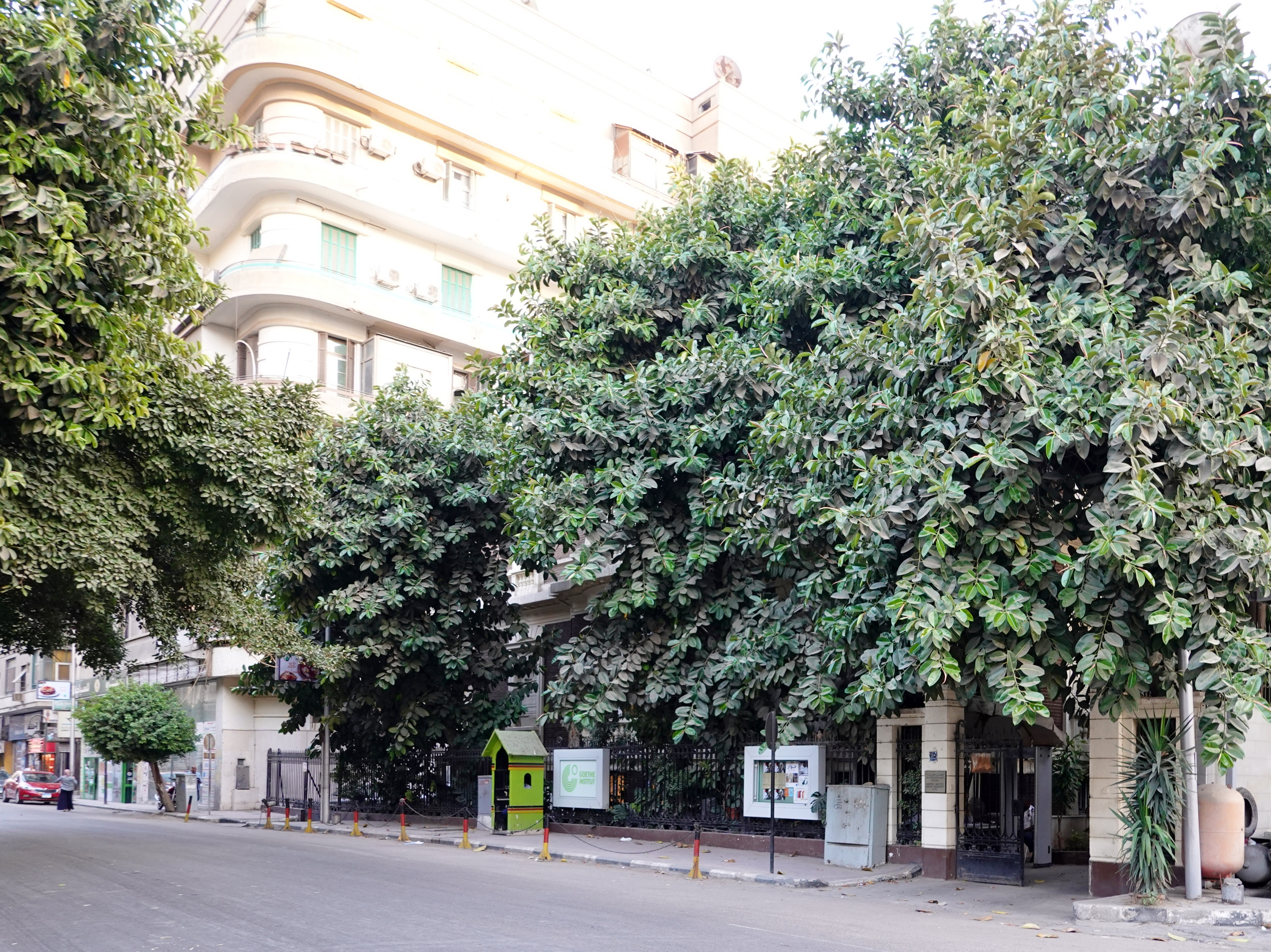
Goethe-Institut in Kairo

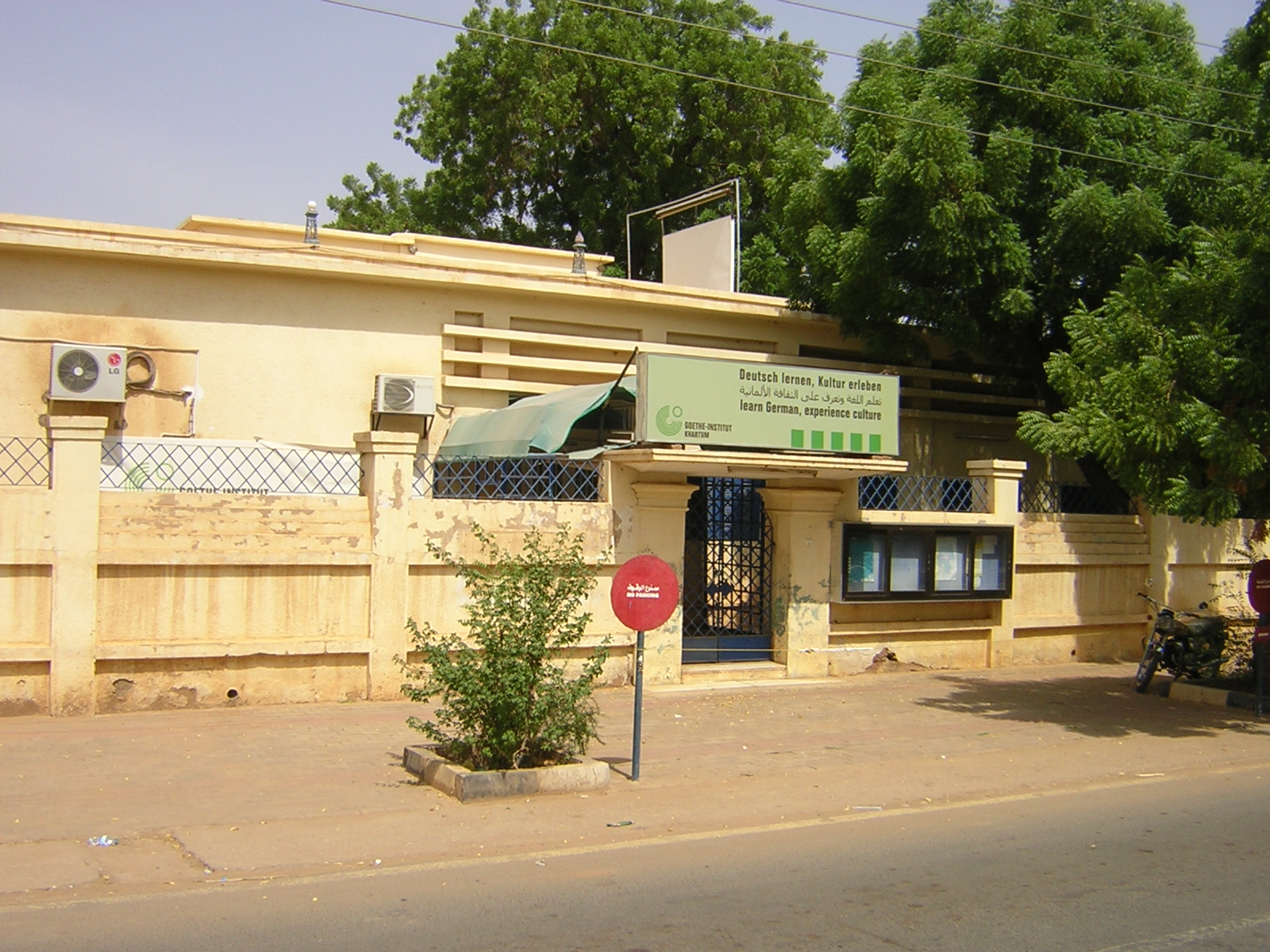
Goethe-Institut in Khartum

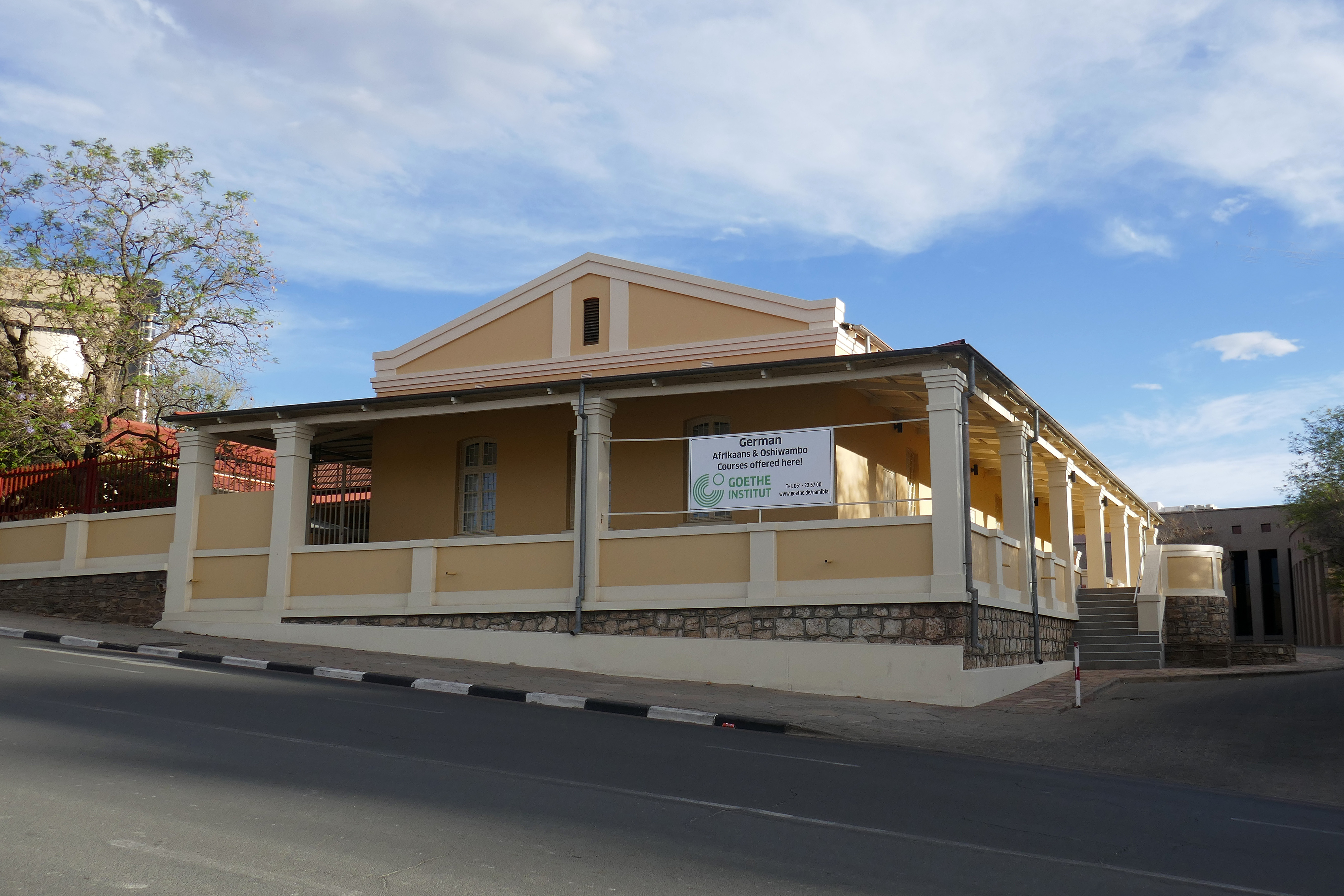
Goethe-Institut in Windhoek

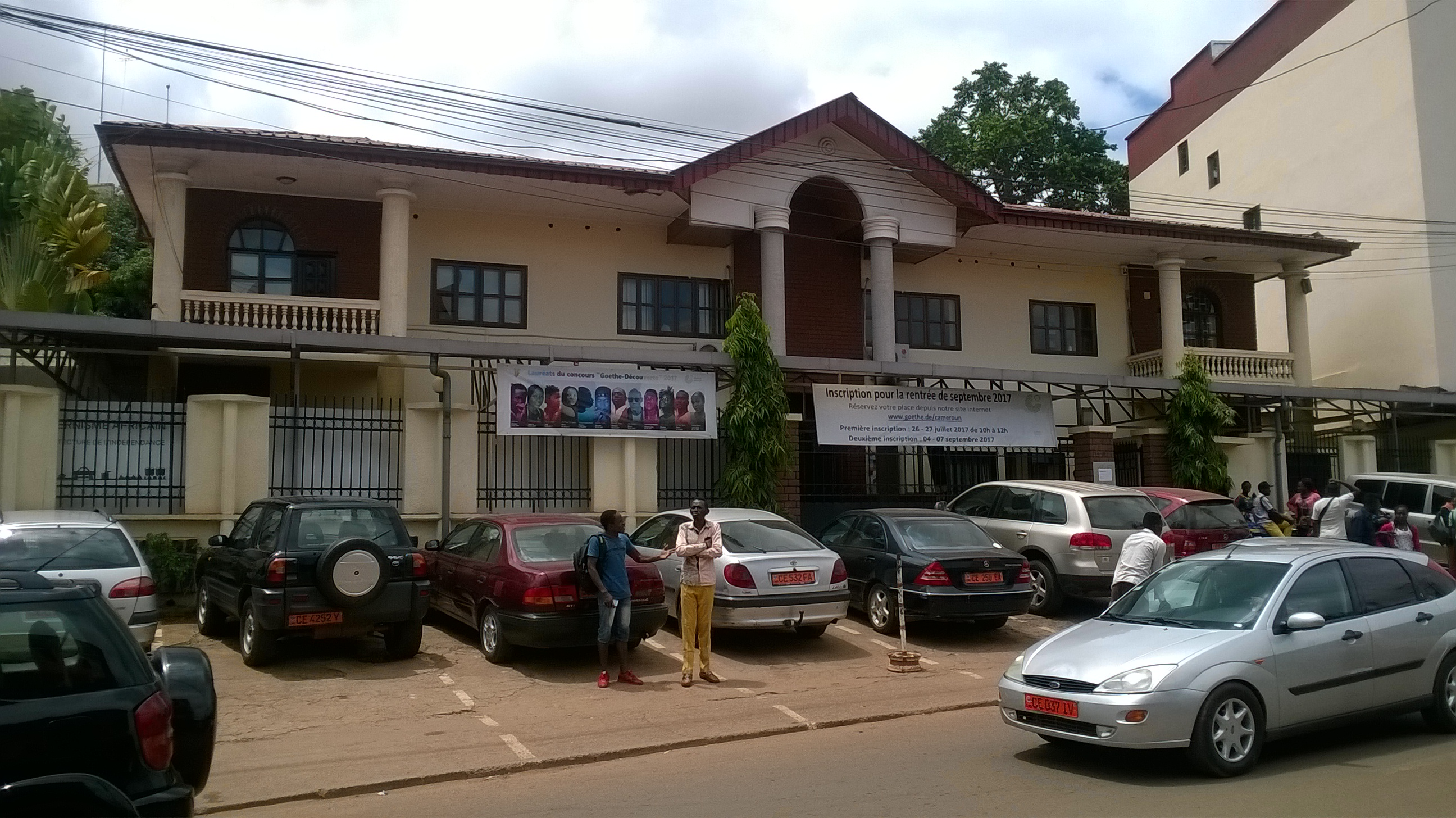
Goethe-Institut in Yaoundé

  - Alexandria (Stadtvilla Rue des Ptolémées 10)
  - Kairo
- Algerien: Algier
- Angola: Luanda
- Äthiopien: Addis Abeba
- Burkina Faso: Ouagadougou
- Elfenbeinküste: Abidjan
- Ghana: Accra
- Kamerun: Yaoundé
- Kenia: Nairobi
- Madagaskar: Antananarivo[2]
- Marokko:
  - Rabat
  - Casablanca
- Mosambik: Maputo[2]
- Namibia: Windhoek
- Nigeria: Lagos
- Ruanda: Kigali
- Senegal: Dakar
- Simbabwe: Harare[2]
- Sudan: Khartum
- Südafrika:
  - Johannesburg
  - Kapstadt[2]
- Tansania: Dar es Salaam
- Uganda: Kampala[2]
- Togo: Lomé
- Tunesien: Tunis

#### Asien

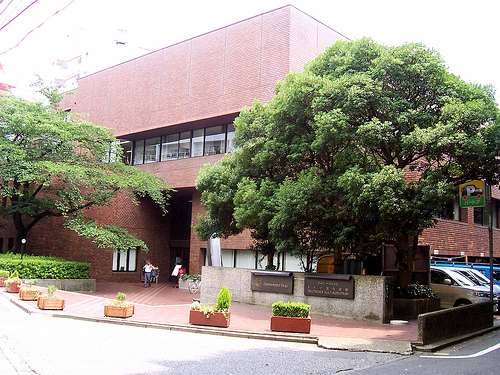
Goethe-Institut in Tokio

- Afghanistan: Kabul
- Aserbaidschan: Baku[2]
- Bangladesch: Dhaka
- China, Volksrepublik:
  - Hongkong
  - Peking
  - Shanghai
  - Sprachlernzentren[18][19] bzw. Informations- und Lernzentren[20] oder Prüfungszentren[21] in
    - Chongqing
    - Guangzhou
    - Nanjing
    - Qingdao
    - Shenyang
    - Shanghai
    - Tianjin
    - Wuhan
    - Xi’an
- Indien (In Indien heißen die Goethe-Institute „Max Müller Bhavan“)
  - Bengaluru
  - Chennai
  - Kolkata
  - Mumbai
  - Neu-Delhi
  - Pune
  - Ahmedabad[2]
  - Chandigarh[2]
  - Coimbatore[2]
  - Hyderabad[2]
  - Trivandrum[2]
- Indonesien:
  - Bandung
  - Jakarta
  - Surabaya[2]
- Irak: Erbil
- Iran: Teheran[22] (Das DSIT wurde 1995 von der Deutschen Botschaft gegründet und gehört nicht zum Goethe-Institut)[23][24]
- Israel:
  - Jerusalem
  - Tel Aviv
- Japan:
  - Kyōto (Goethe-Institut Villa Kamogawa)
  - Osaka
  - Tokio
- Jordanien: Amman
- Kambodscha: Phnom Penh[2]
- Kasachstan: Almaty
- Libanon: Beirut

- Malaysia: Kuala Lumpur
- Mongolei: Ulan Bator
- Myanmar: Rangun
- Nepal: Kathmandu[2]
- Oman: Maskat
- Pakistan:
  - Karachi
  - Lahore[2]

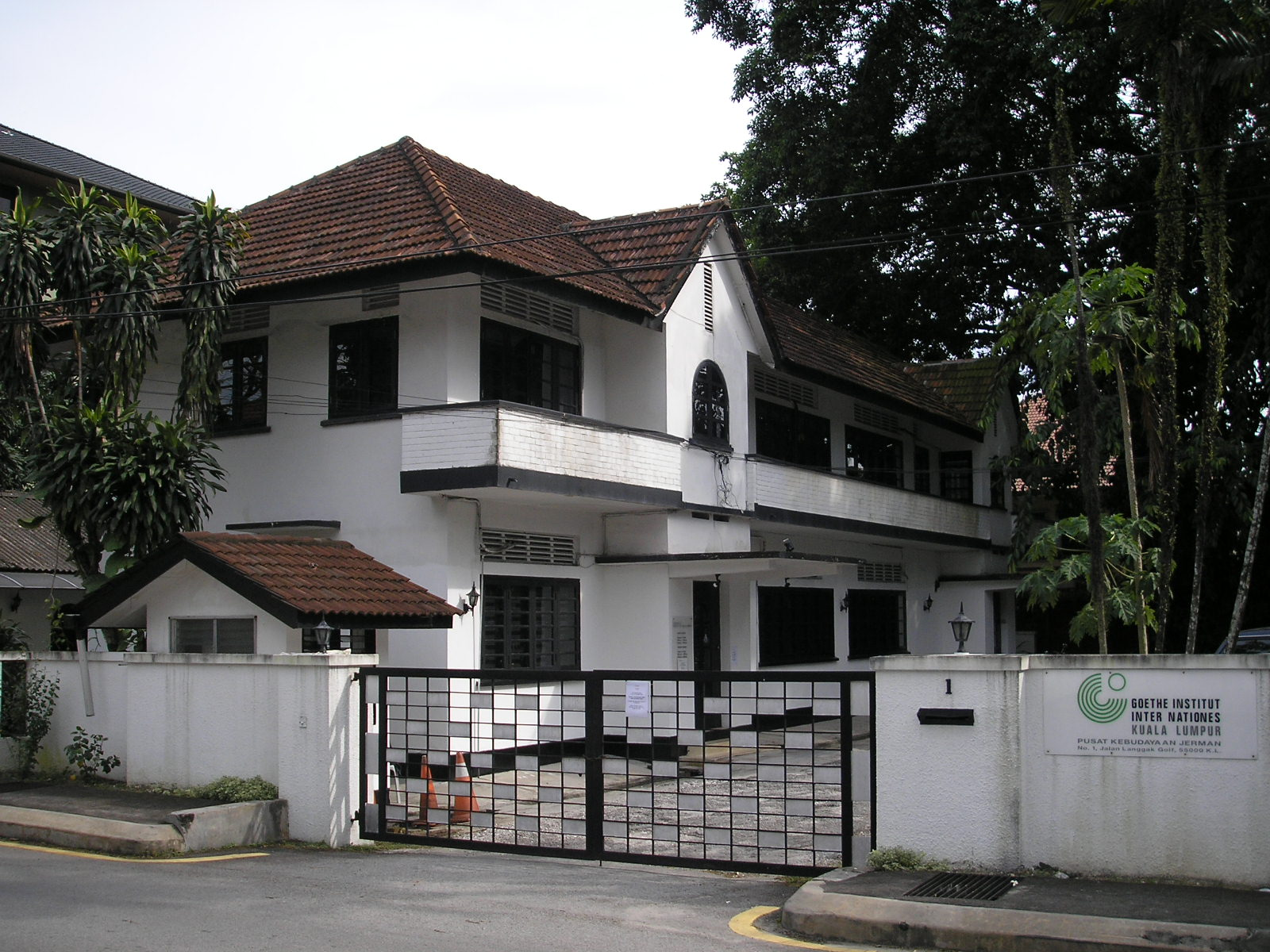
Goethe-Institut in Kuala Lumpur

- Palästinensische Autonomiegebiete: Ramallah
- Philippinen: Manila
- Saudi-Arabien: Umm Al Hamam Al Gharbi, Provinz Riad[25]
- Singapur: Singapur
- Sri Lanka: Colombo
- Südkorea:
  - Seoul
  - Sprachlernzentren in:
    - Busan
    - Daejeon
    - Daegu
    - Gwangju[26]
- Syrien: Damaskus
- Taiwan: Taipeh
- Thailand: Bangkok
- Türkei:
  - Ankara
  - İstanbul
  - İzmir
- Usbekistan: Taschkent
- Vereinigte Arabische Emirate:
  - Abu Dhabi
  - Dubai
- Vietnam:
  - Hanoi
  - Ho-Chi-Minh-Stadt

#### Australien und Ozeanien
- Australien:
  - Melbourne
  - Sydney
- Neuseeland: Wellington

#### Europa
- Albanien: Tirana[2]
- Belarus: Minsk
- Belgien: Brüssel
- Bosnien und Herzegowina: Sarajevo

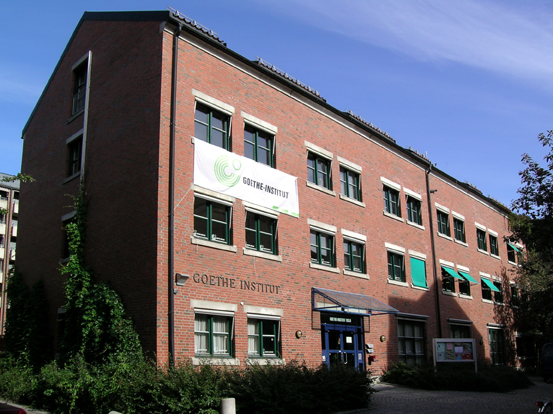
Goethe-Institut in Oslo

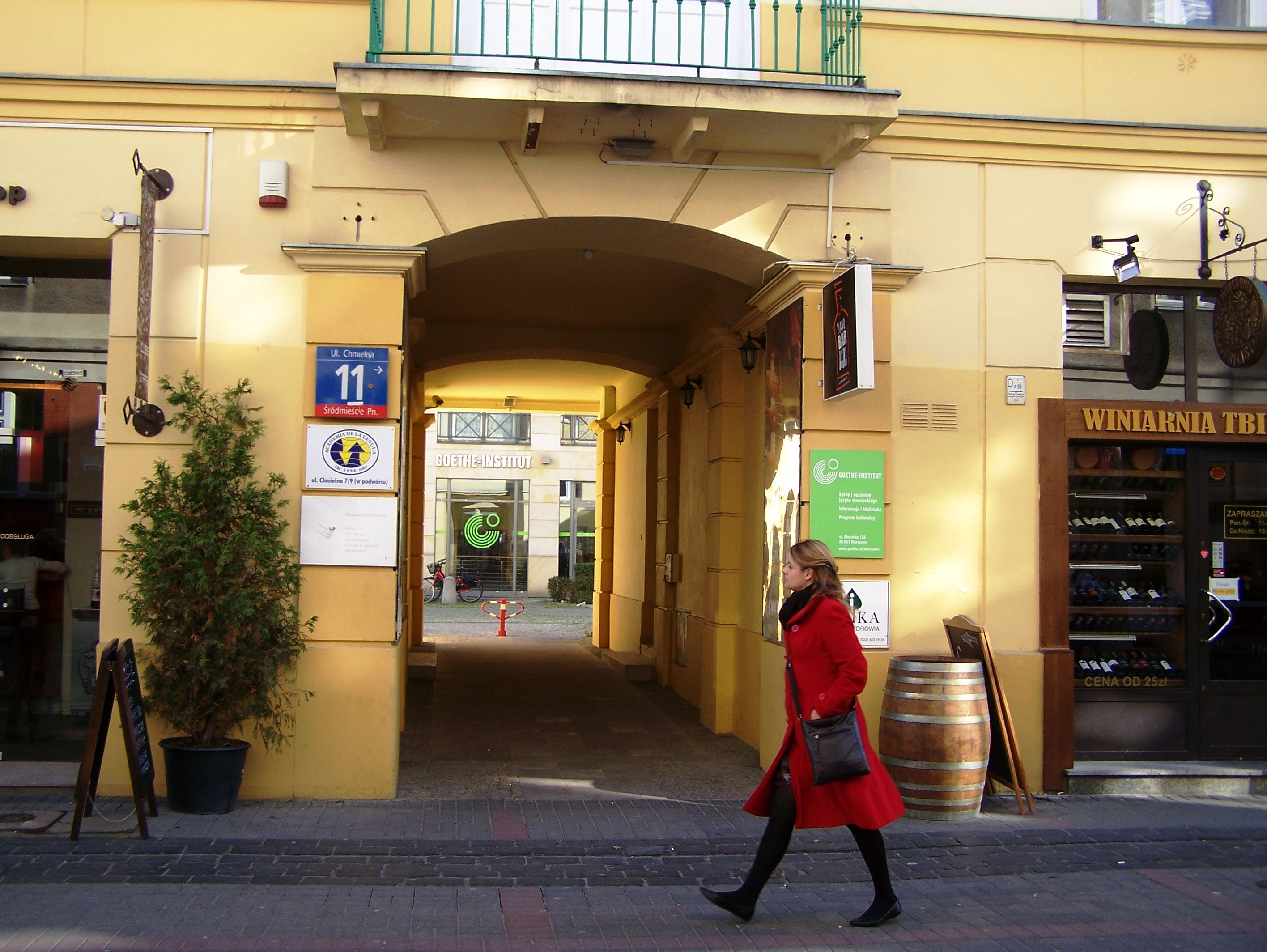
Goethe-Institut in Warschau

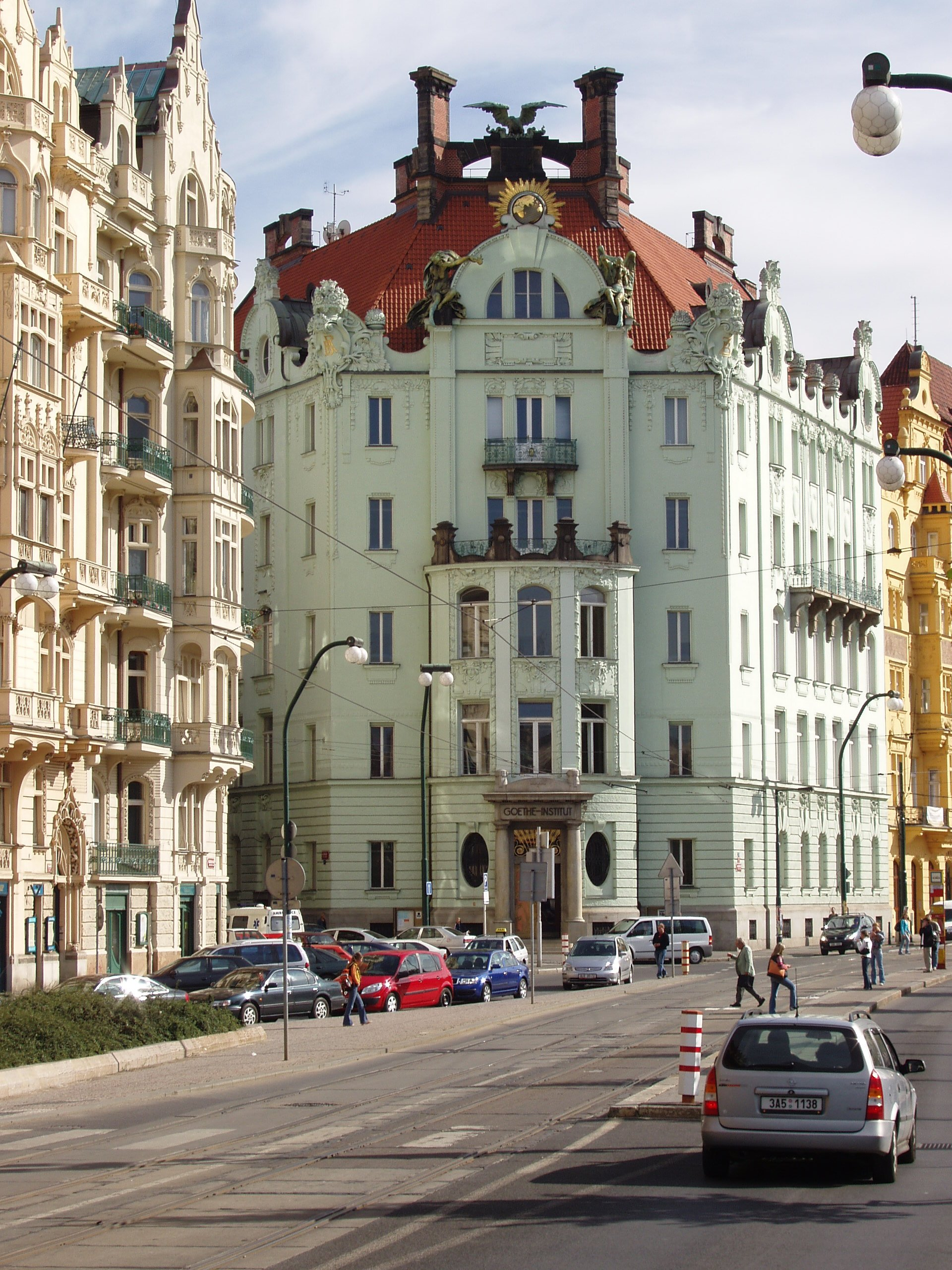
Goethe-Institut in Prag

- Bulgarien: Sofia (Goethe-Institut Bulgarien)
- Dänemark: Kopenhagen
- Estland:
  - Tallinn
  - Tartu[2]
- Finnland: Helsinki
- Frankreich:
  - Bordeaux
  - Lille
  - Lyon
  - Nancy
  - Paris
  - Straßburg
  - Toulouse
  - Marseille
- Georgien: Tiflis
- Griechenland:
  - Athen
  - Chania[2]
  - Patras[2]
  - Thessaloniki
- Irland: Dublin
- Italien:
  - Bologna[2]
  - Genua
  - Mailand
  - Neapel
  - Palermo
  - Rom
  - Triest
  - Turin
  - Verona[2]
- Kosovo: Pristina[2]
- Kroatien: Zagreb
- Lettland: Riga
- Litauen: Vilnius
- Luxemburg: Luxemburg (Institut Pierre Werner)
- Niederlande: Amsterdam
- Nordmazedonien: Skopje
- Norwegen: Oslo
- Österreich: Wien[27]
- Polen:
  - Krakau (Goethe-Institut Krakau)
  - Warschau  (Goethe-Institut Warschau)
- Portugal:
  - Lissabon
  - Porto
- Rumänien:
  - Bukarest
  - Iași[2]
- Russland:
  - Moskau
  - Sankt Petersburg
  - Nowosibirsk
- Schweden: Stockholm
- Serbien: Belgrad
- Slowakei: Bratislava
- Slowenien: Ljubljana
- Spanien:
  - Barcelona
  - Madrid
- Tschechien (Goethe-Institut Tschechien):
  - Prag
  - Pardubice[2]
- Ukraine: Kiew
- Ungarn: Budapest
- Vereinigtes Königreich:
  - Glasgow
  - London
  - Manchester[2]
- Zypern: Nikosia

#### Nord- und Mittelamerika
- Kanada:
  - Montréal
  - Ottawa
  - Toronto
- Mexiko:
  - Guadalajara[2]
  - Mexiko-Stadt
- Vereinigte Staaten:
  - Atlanta[2]
  - Boston
  - Chicago
  - Los Angeles
  - New York (Goethe-Haus)
  - San Francisco
  - Washington

#### Südamerika
- Argentinien:
  - Buenos Aires
  - Córdoba
  - Mendoza[2]
  - San Juan[2]
- Bolivien:
  - La Paz
  - Santa Cruz de la Sierra[2]
- Brasilien:
  - Brasília[2]
  - Curitiba
  - Porto Alegre
  - Rio de Janeiro
  - Salvador da Bahia
  - São Paulo
- Chile:
  - Concepción[2]
  - Santiago de Chile
- Costa Rica: San José[2]
- Ecuador: Quito[2]
- Kolumbien: Bogotá
- Kuba: Havanna
- Paraguay: Asunción[2]
- Peru:
  - Arequipa[2]
  - Cusco[2]
  - Lima
- Uruguay: Montevideo
- Venezuela: Caracas